# Baş Daşağıl
Baş Daşağıl (ryska: Баш Дашагыл) är en ort i Azerbajdzjan.   Den ligger i distriktet Oğuz Rayonu, i den centrala delen av landet, 220 kilometer väster om huvudstaden Baku. Baş Daşağıl ligger 1 137 meter över havet och antalet invånare är 1 157.
Terrängen runt Baş Daşağıl är bergig österut, men västerut är den kuperad. Närmaste större samhälle är Oğuz, 11,3 kilometer söder om Baş Daşağıl. 
Omgivningarna runt Baş Daşağıl är en mosaik av jordbruksmark och naturlig växtlighet. Runt Baş Daşağıl är det ganska glesbefolkat, med 34 invånare per kvadratkilometer.